# Apeadeiro de Meia Praia
O Apeadeiro de Meia Praia é uma interface da Linha do Algarve, que serve a localidade da Meia Praia, no concelho de Lagos, em Portugal.

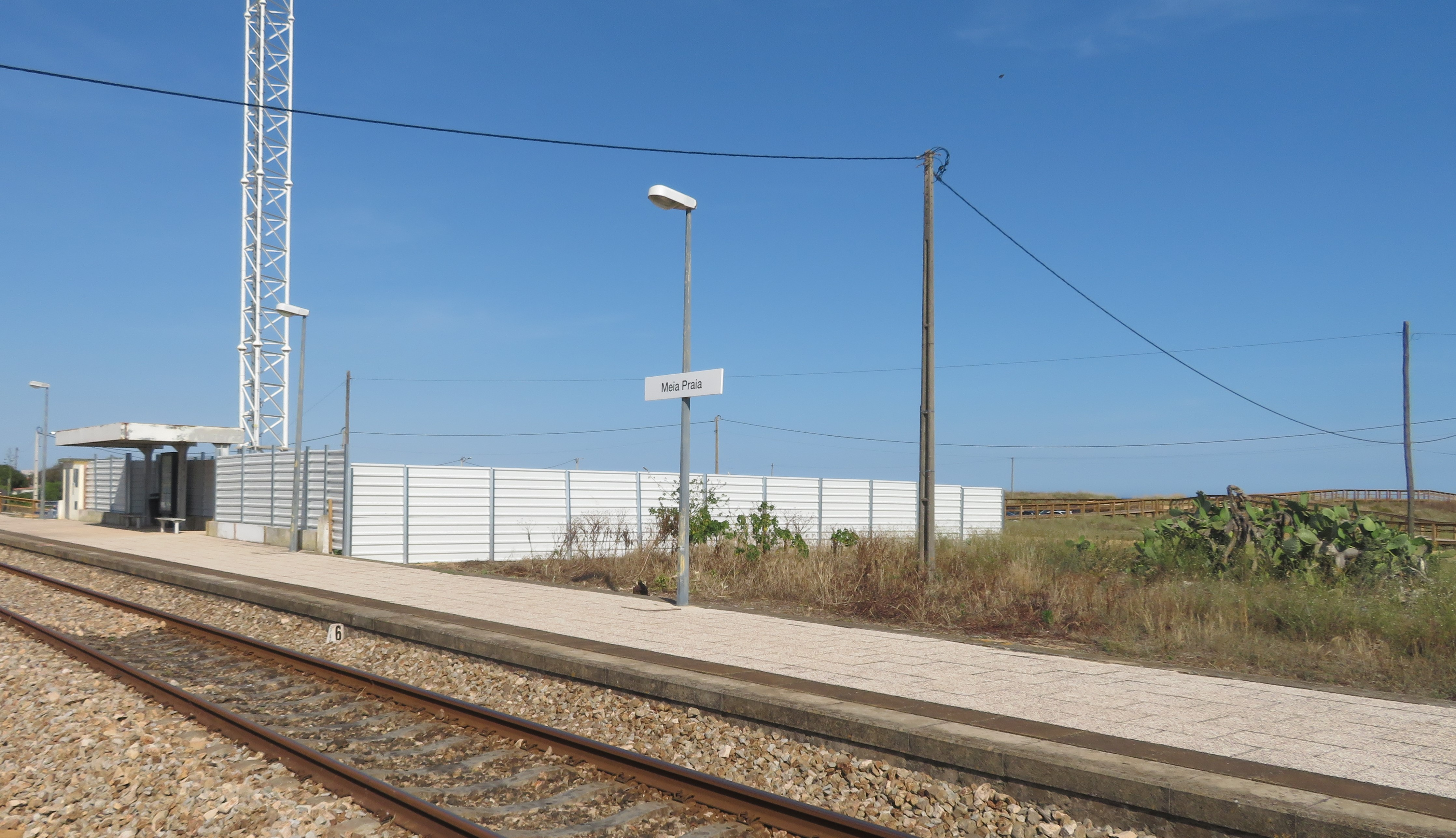
Apeadeiro de Meia Praia, em 2023.

## Descrição

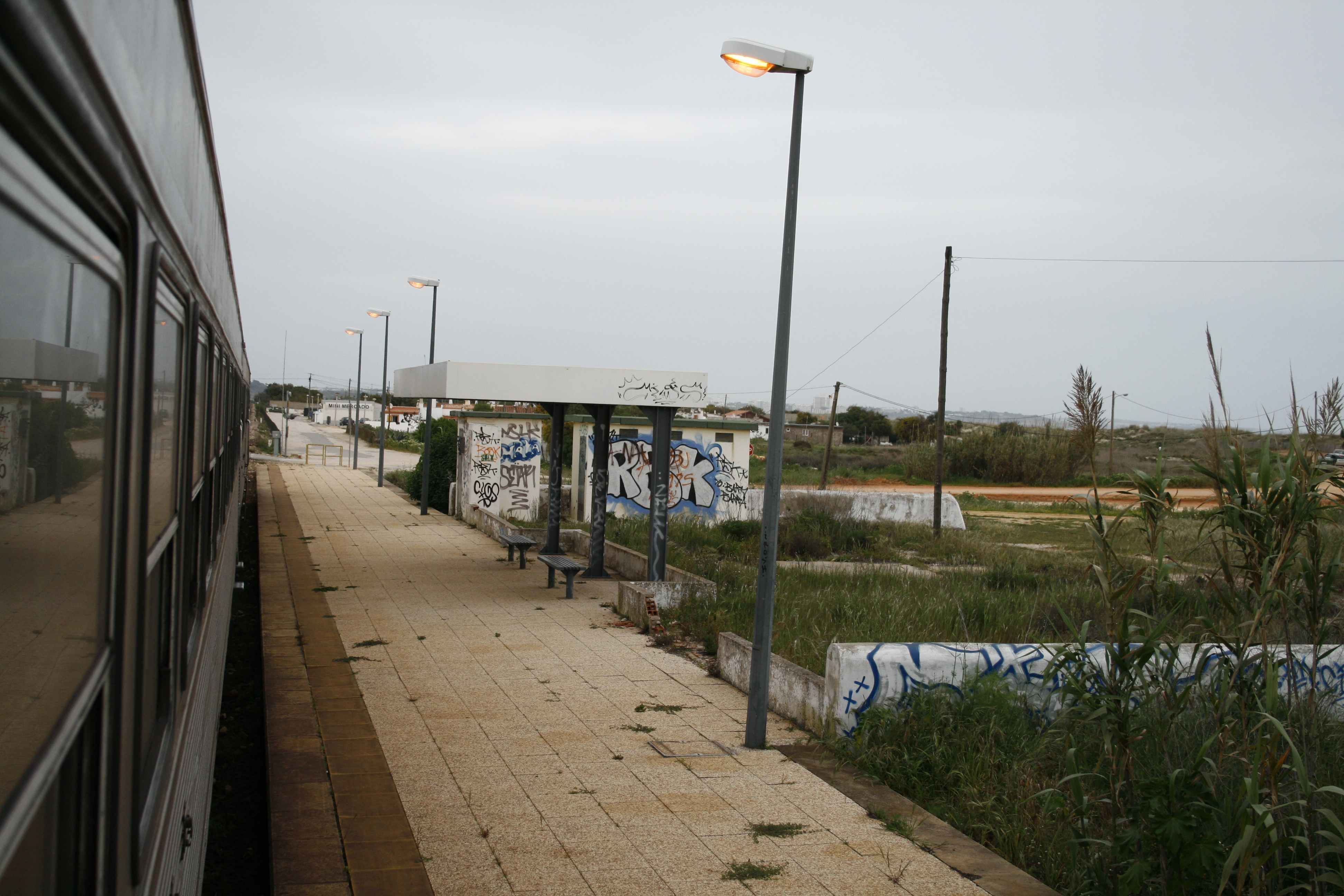
Apeadeiro de Meia Praia, em 2010.

### Localização e acessos
Este interface situa-se na Estrada da Meia-Praia, na estância balnear nominal, paralela à orla costeira, e dista apenas 200 m da linha da maré alta.

### Infraestrutura
Como apeadeiro em linha em via única, esta interface tem uma só plataforma, que tem 85 m de comprimento e 76 cm de altura. A plataforma situa-se do lado sul da via (lado direito do sentido ascendente, para Vila Real de Santo António).

### Serviços
Em dados de 2023, esta interface é servida por comboios de passageiros da C.P. de tipo regional tipicamente com nove circulações diárias em cada sentido entre Lagos e Faro.

## História
O apeadeiro da Meia Praia insere-se no lanço da Linha do Algarve entre Portimão e Lagos, que abriu à exploração em 30 de Julho de 1922, originalmente como parte do Ramal de Lagos.